# Catonephele numilia
Catonephele numilia là một loài bướm ngày thuộc họ Nymphalidae. Nó được tìm thấy ở hầu hết Trung Mỹ và Nam Mỹ. Con trưởng thành ăn quả thối rữa.

## Phụ loài
- Catonephele numilia numilia (Surinam)
- Catonephele numilia penthia (Hewitson, 1852) (Brazil)
- Catonephele numilia esite (R. Felder, 1869) (Mexico đến Colombia, Ecuador, Venezuela, Trinidad)
- Catonephele numilia neogermanica Stichel, 1899 (Paraguay, Brazil)
- Catonephele numilia immaculata Jenkins, 1985 (Mexico)

## Hình ảnh

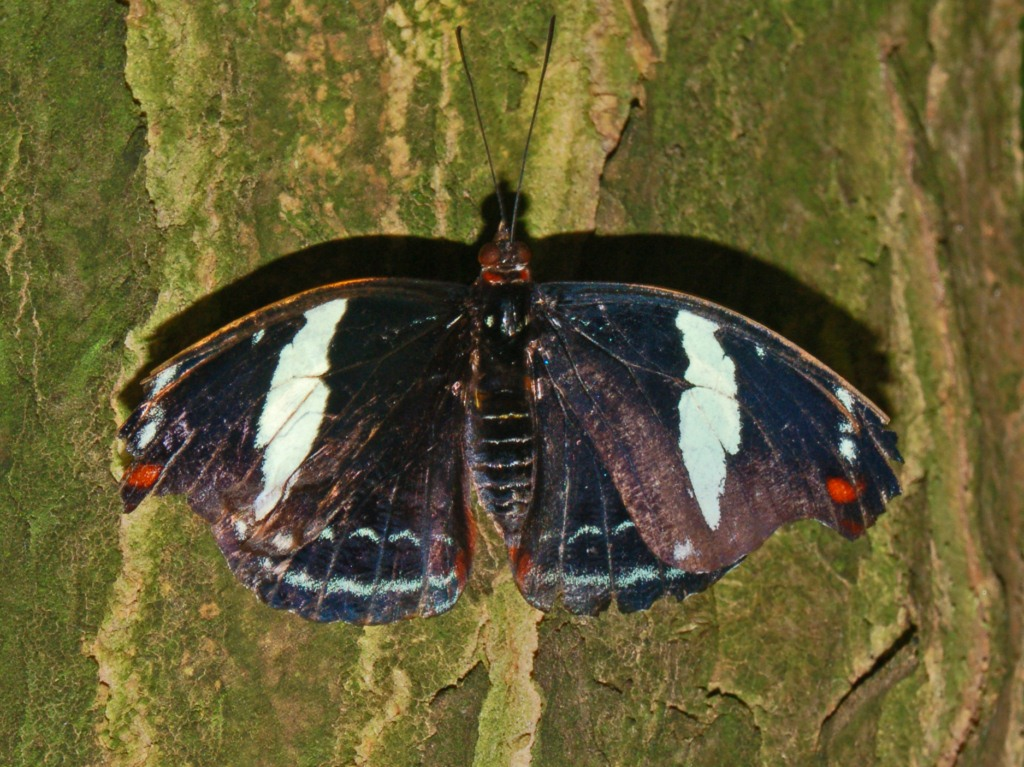
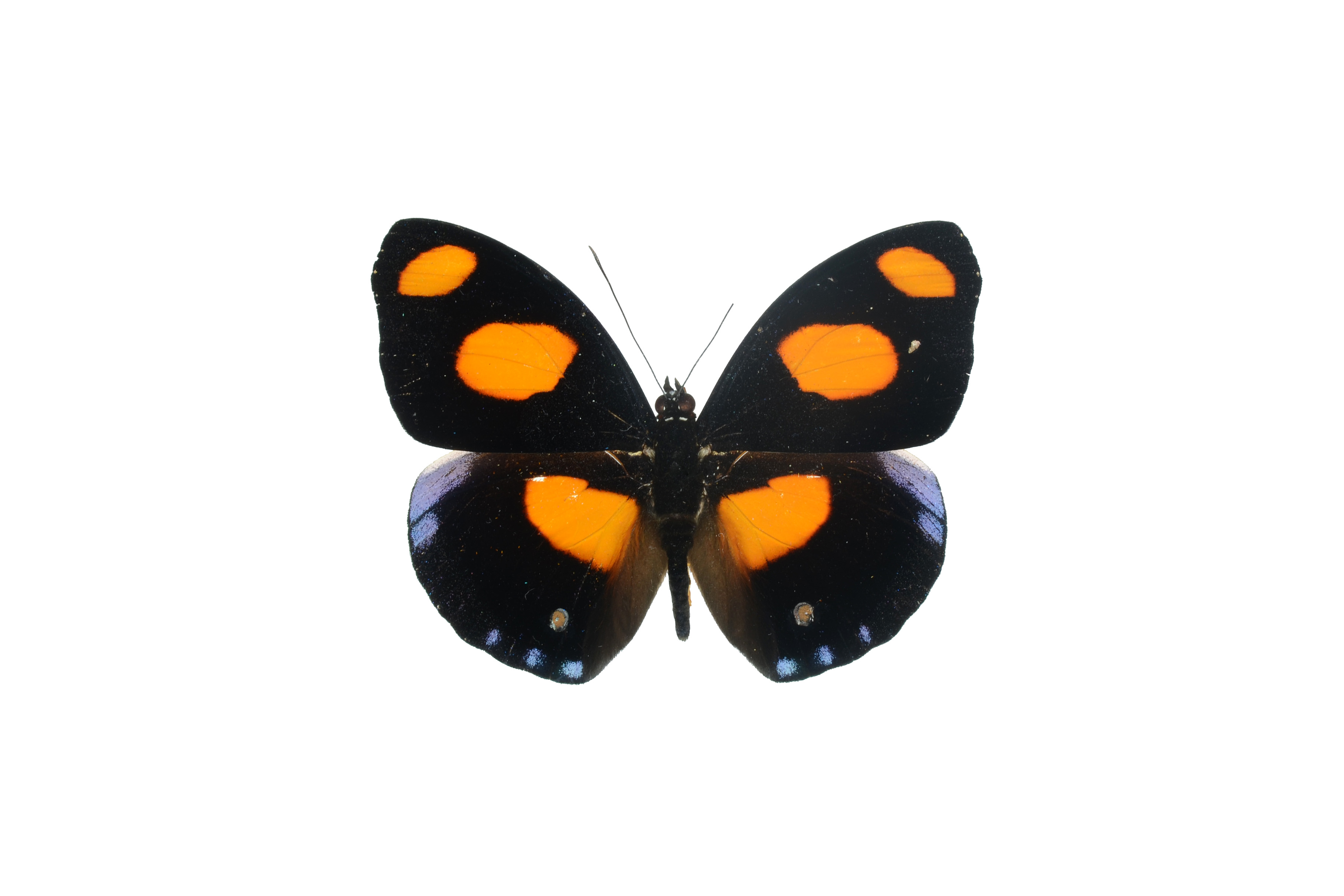